# Kepler-22b
Kepler-22b is een exoplaneet rond de ster Kepler-22 op 638 lichtjaar afstand van de Aarde. Het is de eerst ontdekte exoplaneet die in de bewoonbare zone (de z.g. goldilocks zone) ligt, wat betekent dat de planeet niet te dicht bij de ster draait en niet te ver, en daardoor een grote kans heeft op vloeibaar water, wat betekent dat het in principe geschikt zou kunnen zijn voor leven zoals op Aarde.
De vondst werd op 5 december 2011 bevestigd door NASA's Kepler Space Telescope.
De diameter van de planeet is ongeveer 2,4 maal die van de Aarde en de planeet draait in 289,9 dagen om haar ster, Kepler-22, een ster met spectraalklasse G. De baan van de planeet is daarmee zo'n 25% kleiner dan die van de Aarde, wat wordt gecompenseerd doordat de ster minder helder is dan de Zon. Dit resulteert in een oppervlaktetemperatuur zonder atmosfeer van ongeveer -11 °C, wat door middel van een broeikaseffect kan oplopen tot ongeveer 22 °C.
De dichtheid en samenstelling van de planeet zijn vooralsnog onbekend. Als de dichtheid van de planeet gelijk is aan die van de Aarde, zou dat een gewicht van 13,4 aardmassa's opleveren en een zwaartekracht aan de oppervlakte van 2,4g.